# Jaylen Brown
Pour les articles homonymes, voir Brown.
Ne doit pas être confondu avec Jaylon Brown, joueur américain de basket-ball.
Jaylen Marselles Brown, né le 24 octobre 1996 à Marietta en Géorgie, est un joueur américain de basket-ball. Il évolue aux postes d'arrière et d'ailier pour les Celtics de Boston, au sein de la National Basketball Association (NBA).
Après une saison universitaire avec les Golden Bears de la Californie, il est sélectionné en troisième position par les Celtics de Boston lors de la draft 2016 de la NBA. Il obtient le statut de All-Star en 2021 pour la première fois de sa carrière et atteint les Finales NBA avec les Celtics en 2022 et 2024. En 2024, après la victoire lors des finales NBA contre les Mavericks de Dallas, il devient champion NBA et est élu MVP des Finales. 

## Jeunesse

### Enfance
Jaylen Brown naît le 24 octobre 1996 à Alpharetta dans l'État de Géorgie. 
Il joue au basket-ball au lycée Joseph-Wheeler de Marietta. L'un des plus prometteurs joueurs lycéens du pays, il est fortement convoité par les meilleurs programmes universitaires américains de basket-ball. Il est également souvent décrit comme le joueur le plus intelligent. Brown est le dernier des joueurs considérés comme les plus talentueux à choisir son université, après avoir longtemps laissé les universités dans le flou. Le 1er mai 2015, Jaylen Brown s'engage pour les Golden Bears de la Californie qu'il préfère aux Wolverines du Michigan, Tar Heels de la Caroline du Nord et aux Wildcats du Kentucky. Il y rejoint un autre jeune prometteur, Ivan Rabb.

### Carrière universitaire
Lors du tournoi NCAA, également appelé March Madness, l'équipe des Golden Bears est éliminée au premier tour par Hawaii. Dans cette défaite surprise, Jaylen Brown est décevant avec seulement quatre points marqués, son plus faible total de la saison, sept pertes de balles et une expulsion en juste 17 minutes.
Si ses qualités physiques ne sont pas remises en question, son tir en suspension et son maniement de la balle restent deux défauts majeurs. Le 21 avril 2016, il annonce sa candidature à la draft 2016 de la NBA.

## Carrière professionnelle

### Celtics de Boston (depuis 2016)
En amont de la draft 2016 de la NBA, qui a lieu le 23 juin 2016, les Celtics de Boston sont au cœur de la discussion pour obtenir Jimmy Butler. Malgré les insistantes rumeurs de transfert de leur choix de sélection, les Celtics n'effectuent aucun échange le jour de la draft et recrutent en troisième position Jaylen Brown. Lorsque son nom est annoncé à la tribune, les réactions négatives des supporters présents sur place sont montrées à la télévision nationale. Lorsque le joueur est cité par l'un des propriétaires de la franchise, Wyc Grousbeck, à la fête de la franchise, son nom est hué.

#### Première saison (2016-2017)
Dès les premières rencontres de la NBA Summer League, Jaylen Brown montre sa personnalité et ses qualités athlétiques et montre aux supporteurs qu'ils se sont trompés quelques jours plus tôt. Il obtient en moyenne 16,0 points, 6,2 rebonds et 2,3 interceptions en six matchs. Il fait ses débuts pour les Celtics lors de leur premier match de la saison, le 26 octobre contre les Nets de Brooklyn, marquant 9 points, tout en ajoutant 2 contres en plus de 19 minutes. Bien que blessé au genou, l'ailier marque des points. Après la pause du NBA All-Star Game, le joueur élève son niveau de jeu.
L'équipe termine la saison régulière en tête de la conférence Est, et en playoffs, Brown se révèle dans une série difficile des Celtics contre les Cavaliers de Cleveland, en finale de conférence. Blessé à la hanche, il termine la série en boitant dans la défaite en cinq rencontres de son équipe. Il est nommé dans le NBA All-Rookie Second Team à l'issue de la saison. Il joue en moyenne 17,2 minutes et enregistre 6,6 points, 2,8 rebonds et 0,8 passe décisive par match.
Après la saison, il se déplace pour la première fois en Europe pour des événements de promotion de la NBA à Cordoue et à Madrid en Espagne,. Début juillet, il revient aux États-Unis à Utah pour y disputer la NBA Summer League.

#### Seconde saison (2017-2018)
Lors de l’ouverture de la saison 2017-2018 des Celtics, le 17 octobre 2017, Brown inscrit 25 points, un record en carrière, dans une défaite contre les Cavaliers de Cleveland. Après la sévère blessure subie par Gordon Hayward, Jaylen Brown devient titulaire au poste d'ailier pour les Celtics.Le 18 novembre, il bat son record en carrière avec 27 points et permet aux Celtics de remporter leur 15e match consécutif avec une victoire contre les Hawks d'Atlanta. Le 6 avril 2018, il inscrit 32 points dans une victoire contre les Bulls de Chicago, pour établir son nouveau record.

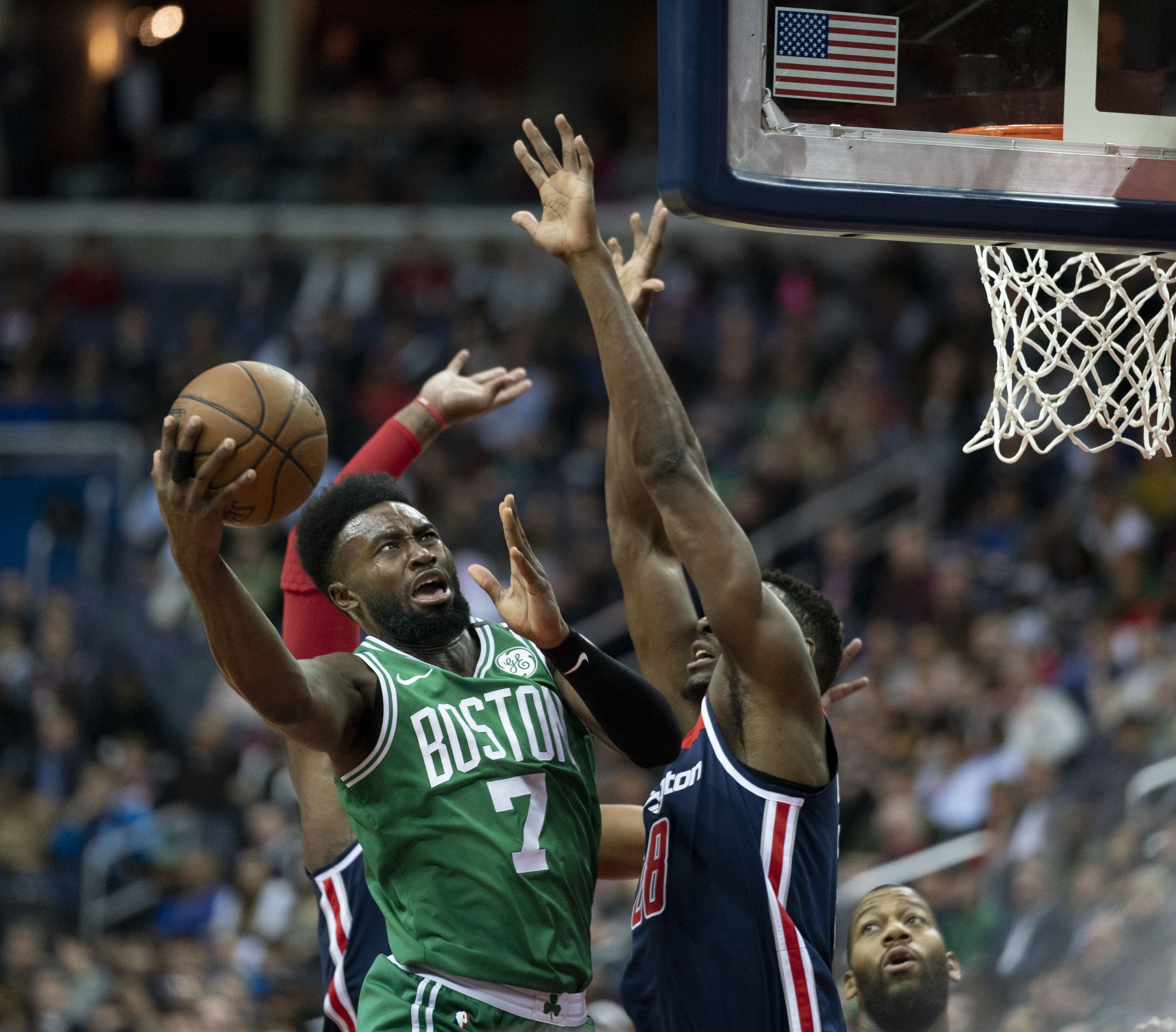
Jaylen Brown en 2018.

Lors des playoffs, lors du second match contre les Bucks de Milwaukee, au premier tour, Brown inscrit 30 points pour permettre à son équipe de prendre une avance de 2-0 dans la série. À 21 ans, Brown est devenu le plus jeune joueur de l’histoire des Celtics à marquer au moins 30 points dans un match de playoffs. Dans le quatrième match, Brown marque 34 points dans une défaite. Les Celtics remportent la série en sept matchs, mais Brown se blesse au cours de la série. Il revient à l'action au cours du second match contre les 76ers de Philadelphie, marquant 13 points en sortie de banc, aidant les Celtics à prendre une avance de 2-0 dans la nouvelle série. À 21 ans, le joueur montre ses progrès sur le terrain, jouant plus de 30 minutes par rencontre et est considéré comme l'un des meilleurs défenseurs à son poste. Touché par le décès soudain de son meilleur ami, il en tire une inspiration,.

#### Saison 2018-2019
Brown commence difficilement la saison, il reçoit des critiques de The Boston Globe sur sa sélection de tirs et un "manque global de concentration et de discipline". Les Celtics commencent également la saison de façon inattendue avec 10 victoires et 10 défaites, Jackie MacMullan d’ESPN écrit même que "personne n’a déçu (les Celtics) plus que Brown." Après avoir manqué trois matchs début décembre, il inscrit 21 points contre les Knicks de New York. Deux jours plus tard, il inscrit 23 points contre les Bulls de Chicago. Le 31 décembre, il bat son record de points dans un match avec 30 points contre les Spurs de San Antonio. Il termine la saison en inscrivant 13 points par match, en légère baisse par rapport à la saison précédente, tandis que les attentes grandissent autour de lui. Son équipe accède aux demi-finales de conférence, pour affronter les Bucks de Milwaukee. Les Celtics remportent le premier match mais s'inclinent sur les quatre suivants, mettant fin à leur campagne de playoffs.

#### Saison 2019-2020
Le 21 octobre 2019, à l'aube de la saison 2019-2020, il prolonge son contrat avec Boston pour 115 millions de dollars sur quatre ans. Il réalise une belle progression statistique sur la saison, inscrivant 20,4 points par match, battant également son record de points inscrits avec 34 points face aux Cavaliers de Cleveland. Lors des playoffs, les Celtics éliminent au second tour les champions en titre, les Raptors de Toronto, en sept matchs. Lui et son équipe accèdent à la finale de conférence face au Heat de Miami, dans laquelle ils s'inclinent en six matches, les privant d'une nouvelle participation en Finales NBA.

#### Saison 2020-2021: Statut de All-Star
Le 30 décembre 2020, Brown marque 42 points, un record en carrière, cinq rebonds et quatre passes décisives dans une victoire de 126-107 sur les Grizzlies de Memphis. Son début de saison est fantastique et les absences de Kemba Walker et de Jayson Tatum font qu'il prend ses responsabilités. Il réalise plusieurs matches à plus de 30 points, dont un où il inscrit 33 points en 19 minutes ce qui constitue un record NBA. En février 2021, il est sélectionné pour la première fois au NBA All-Star Game.
Il manque la fin de saison régulière et les playoffs à cause d'une rupture de l'un des ligaments de son poignet gauche.

#### Saison 2021-2022: Premières Finales NBA
Lors du premier match de la saison, Jaylen Brown bat son record en carrière en inscrivant 46 points face aux Knicks de New York. Le 2 janvier 2022, Brown bat son record en carrière en marquant 50 points contre le Magic d'Orlando. Le 18 mars, dans une victoire contre les Kings de Sacramento, Brown et Jayson Tatum ont chacun inscrit au moins 30 points dans un même match, pour la quatrième fois de la saison et la huitième fois depuis leur association, égalant le record de Larry Bird et Kevin McHale pour la franchise des Celtics, qui avaient également enregistré quatre matchs de ce genre au cours de la saison 1986-1987. Le match suivant, dans une victoire contre les Nuggets de Denver, Brown et Tatum ont battu un record en inscrivant tous les deux 30 points avec plus de 60% de réussite au tir.
Le 3 mai 2022, lors des playoffs, dans le second match des demi-finales de la conférence Est, Brown a marqué 25 de ses 30 points en première mi-temps, avec 6 rebonds, 6 passes décisives et 2 interceptions dans une victoire contre le champion en titre, les Bucks de Milwaukee. Le 21 mai, dans le troisième match de la finale de conférence, Brown élabore son record en playoffs, avec 40 points contre le Heat de Miami. Dans le septième et ultime match de la série, Brown a inscrit 24 points, 6 rebonds et 6 passes décisives dans une victoire contre le Heat, afin de se rendre en Finales NBA pour la première fois de sa carrière, et la première apparition des Celtics depuis 2010. Dans le premier match des Finales NBA 2022, Brown a inscrit 24 points, pris 7 rebonds et distribué 5 passes décisives dans une victoire contre les Warriors de Golden State. Dans le troisième match de la série, Brown enregistre 27 points, 9 rebonds et 5 passes dans une victoire contre les Warriors, afin de prendre une avance de 2-1 dans la série. Boston a néanmoins perdu contre Golden State en six matchs malgré la performance de 34 points de Brown dans le match de clôture.

#### Saison 2022-2023
Il réalise sa meilleure saison jusque-là au point de vue statistique, ayant des moyennes de 26,6 points, 3,5 passes décisives et 6,9 rebonds, tout en tirant 49 %. Brown ne joue que 67 parties à cause d'une blessure au visage.

#### Saison 2023-2024: Champion NBA
En juillet 2023, Jaylen Brown signe le contrat le plus cher de l'histoire de la NBA : 304 millions de dollars sur 5 ans. 
Pendant les playoffs 2024, Jaylen Brown et les Celtics atteignent la finale face aux Mavericks de Dallas que Boston emporte 4-1. Auteur de 22 points, 8 rebonds et 7 passes de moyenne sur la série, il est élu MVP des finales.

## Palmarès

### Sélection nationale
- Médaille d'or au championnat des Amériques 2014 des moins de 18 ans.

### NBA
- Champion NBA en 2024 avec les Celtics de Boston.
- Champion de la Division Atlantique en 2017, 2022 et 2024 avec les Celtics de Boston.
- Champion de la Conférence Est en 2022 et 2024 avec les Celtics de Boston.
- Finales NBA contre les Warriors de Golden State en 2022 avec les Celtics de Boston.

### Distinctions personnelles

#### NBA
- NBA Finals Most Valuable Player en 2024.
- MVP de la finale de conférence Est en 2024.
- 4 sélections au NBA All-Star Game en 2021, 2023, 2024 et en 2025.
- NBA All-Rookie Second Team en 2017.
- All-NBA Second Team en 2023.

#### NCAA
- First-Team All-Pac-12 en 2016.
- Pac-12 Freshman of the Year en 2016.

#### Lycée
- Gatorade Georgia Boys Player of the Year en 2015.
- USA Today's All-USA Georgia Player of the Year en 2015.
- Georgia's Mr. Basketball en 2015.
- Class 6A Player of the Year en 2015.
- First-team Parade All-American en 2015.
- McDonald's All-American en 2015.
- GHSA Class AAAAAA champion en 2015.

## Statistiques

### Universitaires
Les statistiques de Jaylen Brown en matchs universitaires sont les suivantes :
| Saison    | Équipe     | Matchs | Titul. | Min./m | % Tir | % 3pts | % LF | Rbds/m. | Pass/m. | Int/m. | Ctr/m. | Pts/m. |
| --------- | ---------- | ------ | ------ | ------ | ----- | ------ | ---- | ------- | ------- | ------ | ------ | ------ |
| 2015-2016 | Californie | 34     | 34     | 27,6   | 43,1  | 29,4   | 65,4 | 5,35    | 1,97    | 0,79   | 0,65   | 14,65  |
| Carrière  | Carrière   | 34     | 34     | 27,6   | 43,1  | 29,4   | 65,4 | 5,35    | 1,97    | 0,79   | 0,65   | 14,65  |

### Professionnelles
Légende :
gras = ses meilleures performances
| Champion NBA |

#### Saison régulière
| Saison        | Équipe        | Matchs | Titul. | Min./m | % Tir | % 3pts | % LF | Rbds/m. | Pass/m. | Int/m. | Ctr/m. | Pts/m. |
| ------------- | ------------- | ------ | ------ | ------ | ----- | ------ | ---- | ------- | ------- | ------ | ------ | ------ |
| 2016-2017     | Boston        | 78     | 20     | 17,2   | 45,3  | 34,1   | 68,5 | 2,82    | 0,82    | 0,45   | 0,23   | 6,60   |
| 2017-2018     | Boston        | 70     | 70     | 30,7   | 46,5  | 39,5   | 64,4 | 4,94    | 1,63    | 1,00   | 0,37   | 14,53  |
| 2018-2019     | Boston        | 74     | 25     | 25,9   | 46,5  | 34,4   | 65,8 | 4,23    | 1,35    | 0,93   | 0,43   | 13,03  |
| 2019-2020     | Boston        | 57     | 57     | 33,9   | 48,1  | 38,2   | 72,4 | 6,39    | 2,07    | 1,14   | 0,35   | 20,33  |
| 2020-2021     | Boston        | 58     | 58     | 34,5   | 48,4  | 39,7   | 76,4 | 5,98    | 3,36    | 1,24   | 0,55   | 24,66  |
| 2021-2022     | Boston        | 66     | 66     | 33,6   | 47,3  | 35,8   | 75,8 | 6,12    | 3,50    | 1,06   | 0,27   | 23,62  |
| 2022-2023     | Boston        | 67     | 67     | 35,9   | 49,1  | 33,5   | 76,5 | 6,85    | 3,46    | 1,12   | 0,39   | 26,63  |
| 2023-2024     | Boston        | 70     | 70     | 33,5   | 49,9  | 35,4   | 70,3 | 5,53    | 3,56    | 1,19   | 0,53   | 23,00  |
| 2024-2025     | Boston        | 63     | 63     | 34,3   | 46,3  | 32,4   | 76,4 | 5,84    | 4,54    | 1,16   | 0,30   | 22,19  |
| Carrière      | Carrière      | 603    | 496    | 30,6   | 47,8  | 35,9   | 72,6 | 5,32    | 2,64    | 1,01   | 0,38   | 18,97  |
| All-Star Game | All-Star Game | 3      | 0      | 24,6   | 62,9  | 45,2   | 33,3 | 9,00    | 3,00    | 1,70   | 0,00   | 31,00  |

#### Playoffs
| Titre MVP des finales NBA |

| Saison   | Équipe   | Matchs | Titul. | Min./m | % Tir | % 3pts | % LF | Rbds/m. | Pass/m. | Int/m. | Ctr/m. | Pts/m. |
| -------- | -------- | ------ | ------ | ------ | ----- | ------ | ---- | ------- | ------- | ------ | ------ | ------ |
| 2017     | Boston   | 17     | 0      | 12,6   | 47,9  | 21,7   | 66,7 | 2,12    | 0,76    | 0,35   | 0,12   | 5,00   |
| 2018     | Boston   | 18     | 15     | 32,4   | 46,6  | 39,3   | 64,0 | 4,83    | 1,44    | 0,78   | 0,56   | 18,00  |
| 2019     | Boston   | 9      | 9      | 30,4   | 50,6  | 35,0   | 76,7 | 5,78    | 1,11    | 0,67   | 0,22   | 13,89  |
| 2020     | Boston   | 17     | 17     | 39,5   | 47,6  | 35,8   | 84,1 | 7,47    | 2,29    | 1,53   | 0,53   | 21,76  |
| 2022     | Boston   | 24     | 24     | 38,3   | 47,0  | 37,3   | 76,3 | 6,92    | 3,54    | 1,13   | 0,42   | 23,08  |
| 2023     | Boston   | 20     | 20     | 37,6   | 49,6  | 35,4   | 69,9 | 5,60    | 3,40    | 1,05   | 0,40   | 22,65  |
| 2024     | Boston   | 19     | 19     | 37,2   | 51,6  | 32,7   | 66,0 | 5,95    | 3,26    | 1,21   | 0,63   | 23,89  |
| 2025     | Boston   | 11     | 11     | 36,6   | 44,1  | 33,3   | 75,8 | 7,09    | 3,91    | 1,00   | 0,27   | 22,09  |
| Carrière | Carrière | 135    | 115    | 33,5   | 48,2  | 35,4   | 72,7 | 5,71    | 2,56    | 0,99   | 0,41   | 19,32  |

Dernière mise à jour le 23 mai 2025

## Records sur une rencontre en NBA
Les records personnels de Jaylen Brown en NBA sont les suivants, :
| Type de statistique        | Saison régulière | Saison régulière         | Saison régulière | Playoffs | Playoffs             | Playoffs         |
| Type de statistique        | Record           | Adversaire               | Date             | Record   | Adversaire           | Date             |
| -------------------------- | ---------------- | ------------------------ | ---------------- | -------- | -------------------- | ---------------- |
| Points                     | 50               | Magic d'Orlando          | 2 janvier 2022   | 40       | 2 fois               | 2 fois           |
| Paniers marqués            | 19               | Magic d'Orlando          | 2 janvier 2022   | 14       | 2 fois               | 2 fois           |
| Paniers tentés             | 36               | Clippers de Los Angeles  | 29 décembre 2021 | 30       | Raptors de Toronto   | 9 septembre 2020 |
| Paniers à 3 points réussis | 10               | Magic d'Orlando          | 21 mars 2021     | 6        | Bucks de Milwaukee   | 3 mai 2022       |
| Paniers à 3 points tentés  | 19               | Magic d'Orlando          | 21 mars 2021     | 13       | Raptors de Toronto   | 9 septembre 2020 |
| Lancers francs réussis     | 11               | Raptors de Toronto       | 4 mars 2021      | 10       | @ Bucks de Milwaukee | 7 mai 2022       |
| Lancers francs tentés      | 16               | Raptors de Toronto       | 4 mars 2021      | 12       | Heat de Miami        | 21 mai 2022      |
| Rebonds offensifs          | 6                | @ Nuggets de Denver      | 7 mars 2024      | 4        | 3 fois               | 3 fois           |
| Rebonds défensifs          | 13               | Pacers de l'Indiana      | 10 janvier 2022  | 12       | 3 fois               | 3 fois           |
| Rebonds totaux             | 15               | Pacers de l'Indiana      | 10 janvier 2022  | 16       | Raptors de Toronto   | 9 septembre 2020 |
| Passes décisives           | 11               | 2 fois                   | 2 fois           | 12       | Knicks de New York   | 13 mai 2025      |
| Interceptions              | 4                | 10 fois                  | 10 fois          | 4        | 2 fois               | 2 fois           |
| Contres                    | 3                | @ Cavaliers de Cleveland | 17 mars 2021     | 4        | Raptors de Toronto   | 3 septembre 2020 |
| Balles perdues             | 7                | 4 fois                   | 4 fois           | 7        | 2 fois               | 2 fois           |
| Minutes jouées             | 47               | @ Wizards de Washington  | 30 octobre 2021  | 51       | Raptors de Toronto   | 9 septembre 2020 |

- Double-double : 64 (dont 8 en playoffs)
- Triple-double : 3

Dernière mise à jour : 13 mai 2025

## Salaires
Les gains de Jaylen Brown en carrière sont les suivants :
| Saison      | Equipe            | Salaire       |
| ----------- | ----------------- | ------------- |
| 2016-2017   | Celtics de Boston | 4 743 000 $   |
| 2017-2018   | Celtics de Boston | 4 956 480 $   |
| 2018-2019   | Celtics de Boston | 5 169 960 $   |
| 2019-2020   | Celtics de Boston | 6 126 402 $   |
| 2020-2021   | Celtics de Boston | 23 437 500 $  |
| 2021-2022   | Celtics de Boston | 26 758 929 $  |
| 2022-2023   | Celtics de Boston | 29 776 785 $  |
| 2023-2024   | Celtics de Boston | 28 508 929 $  |
| Total Gains | Total Gains       | 129 477 985 $ |
| 2024-2025   | Celtics de Boston | 49 700 000 $  |
| 2025-2026   | Celtics de Boston | 53 676 000 $  |
| 2026-2027   | Celtics de Boston | 57 652 000 $  |
| 2027-2028   | Celtics de Boston | 61 628 000 $  |
| 2028-2029   | Celtics de Boston | 65 604 000 $  |
| Total       | Total             | 417 737 985 $ |

Il signe son contrat rookie le 27 juillet 2016, ce dernier est d'une valeur de 21 404 269 $ sur 4 ans avec des options d'équipe pour les 3e et 4e années de contrat.
Le 22 octobre 2019 alors qu'il entame sa 4e et dernière année de contrat rookie, il signe un nouveau contrat avec les Celtics de Boston d'une valeur de 106 333 334 $ sur 4 ans (dont 12 000 000 $ compris en bonus).
Le 25 juillet 2023, il signe une prolongation de contrat avec les Celtics de Boston d'une valeur de 288 260 000 $ sur 5 ans. Il devient le plus gros contrat signé en NBA (au 25 juillet 2023).

## Vie privée

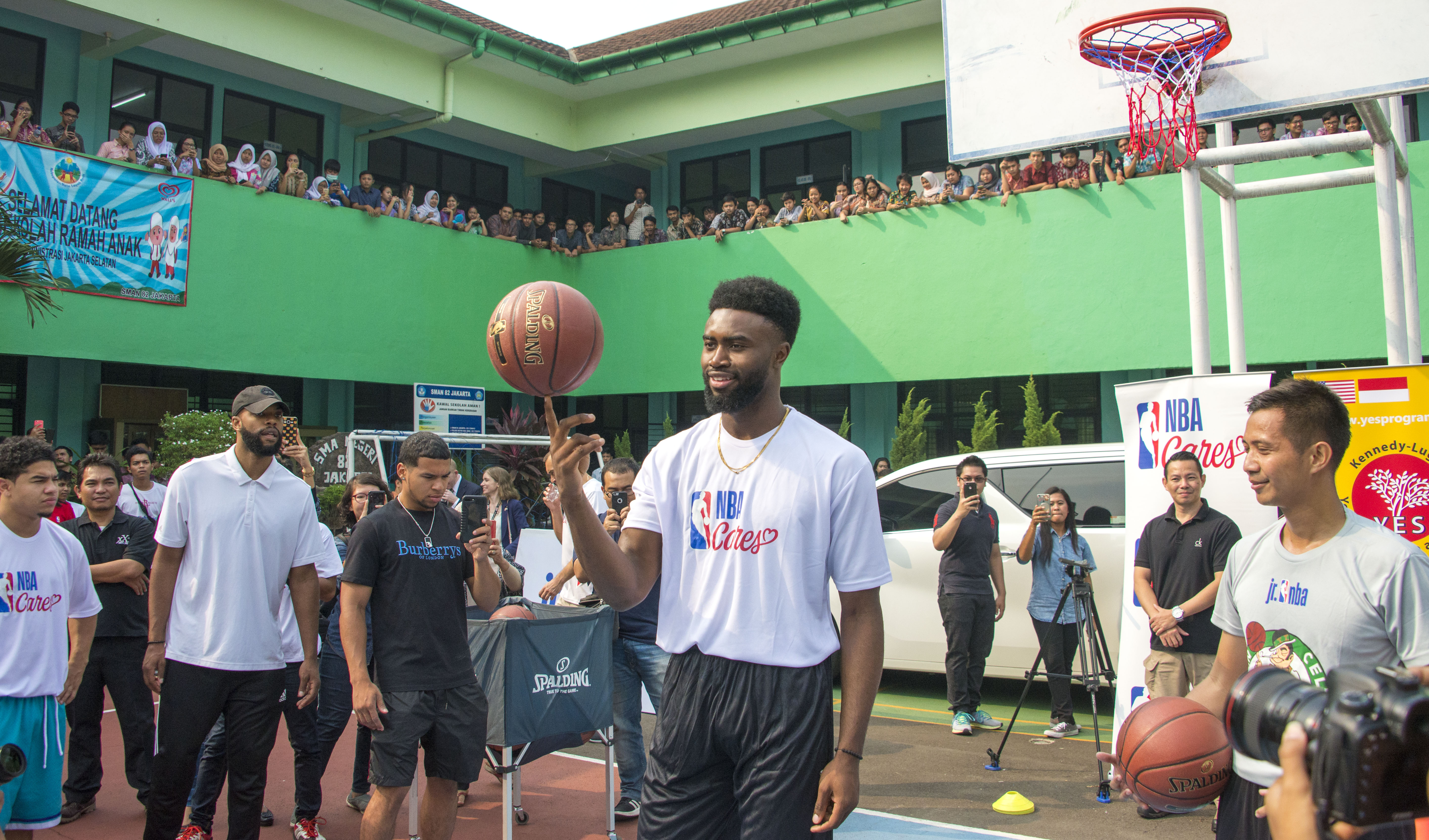
Brown lors un passage en Indonésie, à Jakarta en 2018, afin de promouvoir le basket-ball aux jeunes locaux.

Passionné du jeu d'échecs, Jaylen Brown utilise la méditation pour préparer ses rencontres de basket-ball. Il s'entoure d'un chef cuisinier, Jawed Halepota, qui s'occupe également de Marcus Smart. Brown est principalement végétarien et a divers intérêts, y compris l’apprentissage de l’espagnol, l’étude de l’histoire, la méditation et la philosophie. Il est également un grand fan de football ainsi qu’un grand fan d’anime. Beaucoup l’ont décrit comme un athlète inhabituel, avec de nombreuses ambitions au-delà du basket-ball. Brown, qui est afro-américain, a constitué une équipe consultative principalement afro-américaine avant l’ébauche de la NBA, mais n’a pas embauché d’agent. Il a été critiqué par certains comme étant "trop intelligent" pour jouer dans la NBA, certains recruteurs craignant qu'il ne se lasse de jouer au basket et d’opter plutôt pour d’autres carrières. Cette critique a été interprétée par certains comme un préjugé racial contre les afro-américains,.
À 22 ans, Brown est devenu le plus jeune vice-président de la National Basketball Players Association, le syndicats des joueurs NBA. Ces dernières années, il a parlé de l’importance de l’éducation et de la technologie à l’Université Harvard, à l’Université de Californie, à Berkeley et au MIT. En 2019, Brown a été nommé boursier du MIT Media Lab et a depuis collaboré avec l’université à la création du programme Bridge, qui encadre les jeunes et les étudiants de couleur, au niveau secondaire du Grand Boston, souhaitant poursuivre une carrière dans les programmes de STIM.
Le père de Brown est Marselles Brown, un boxeur professionnel, qui est le Champion du Monde WBU 2016 et un membre du Conseil de boxe de l’État d’Hawaï. Brown est le cousin de A. J. Bouye, joueur professionnel de football américain.

## Pour approfondir